# Decreto Barbarossa

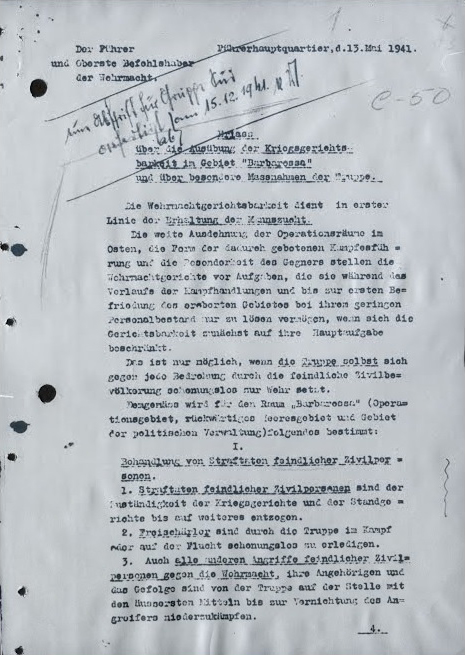
La prima pagina del decreto

Il decreto Barbarossa fu uno degli ordini dell'Oberkommando der Wehrmacht emessi nel 1941 poco prima dell'operazione Barbarossa. Il decreto fu elaborato in un incontro tra Adolf Hitler e altri ufficiali militari il 30 marzo 1941: fu sottolineato che la guerra contro i sovietici sarebbe stata una guerra di sterminio, dove sia l'élite politica che intellettuale russa sarebbe stata sradicata dalle forze tedesche per garantire una vittoria duratura. Hitler sottolineò che le esecuzioni non sarebbero state una questione per i tribunali militari, ma per l'azione organizzata dei militari.
Il decreto, emanato dal feldmaresciallo Keitel poche settimane prima dell'operazione Barbarossa, esonerò i reati punibili, commessi dai civili nemici in Russia, dalla giurisdizione militare. I sospetti dovevano essere portati davanti a un ufficiale che avrebbe deciso o meno la fucilazione. Il perseguimento dei reati contro i civili da parte dei membri della Wehrmacht fu decretato come "non richiesto" a meno che non fosse necessario per il mantenimento della disciplina.

## Decreto
Il Decreto Barbarossa (titolo completo "Decreto sulla giurisdizione della legge marziale e sulle misure speciali delle truppe"', designazione formale C-50) fu firmato il 13 maggio 1941 da Wilhelm Keitel, capo dell'OKW tedesco, durante la preparazione dell'operazione contro l'Unione Sovietica. Il documento riguardò la condotta militare tedesca da tenere nei confronti dei civili e dei partigiani sovietici, con le istruzioni alle truppe tedesche di "difendersi senza pietà da ogni minaccia della popolazione civile nemica". Il decreto stabilì inoltre che tutti gli attacchi "di civili nemici contro la Wehrmacht, i suoi membri e il seguito devono essere respinti sul posto con le misure più estreme fino alla loro completa distruzione".
Il 27 luglio 1941, Keitel ordinò la distruzione di tutte le copie del decreto, seppure il decreto mantenne la sua validità ufficiale.

## Contenuti
L'ordine nello specifico stabilì:
- "I partigiani devono essere spietatamente eliminati in battaglia o durante i tentativi di fuga", tutti gli attacchi della popolazione civile contro i soldati della Wehrmacht devono essere soppressi dall'esercito sul posto usando misure estreme, fino [all'] annientamento degli aggressori;
- Ogni ufficiale dell'occupazione tedesca nell'Est del futuro avrà il diritto di eseguire le esecuzioni senza processo, senza alcuna formalità, su qualsiasi persona sospettata di avere un atteggiamento ostile nei confronti dei tedeschi, (lo stesso vale per i prigionieri di guerra);
- "Se non si riuscisse a identificare e punire gli autori degli atti contro i tedeschi, è consentito applicare il principio della responsabilità collettiva. Le 'misure collettive' nei confronti dei residenti dell'area in cui è avvenuto l'attentato possono quindi essere applicate dopo l'approvazione da parte del comandante di battaglione o al livello di comando superiore";
- I soldati tedeschi che commettono crimini contro l'umanità, l'URSS e i prigionieri di guerra devono essere esentati dalla responsabilità penale, anche se commettono atti punibili secondo la legge tedesca.[1][4]

Le "Linee guida per la condotta delle truppe in Russia" emanate dall'OKW il 19 maggio 1941 dichiararono che il "giudeo-bolscevismo" fosse il nemico peggiore della nazione tedesca e che "è contro questa ideologia distruttiva e i suoi aderenti che la Germania sta conducendo la guerra". Le linee guida proseguirono chiedendo "misure spietate e vigorose contro gli incitatori, i guerriglieri, i sabotatori, gli ebrei bolscevichi e la completa eliminazione di ogni resistenza attiva e passiva".
Influenzato dalle linee guida, in una direttiva inviata alle truppe sotto il suo comando, il generale Erich Hoepner del 4. Panzerarmee affermò:
Nello stesso spirito, il generale Müller, un alto ufficiale di collegamento della Wehrmacht per le questioni legali, in una conferenza rivolta ai giudici militari dell'11 giugno 1941 avvisò i giudici presenti che "... nell'operazione a venire, i sentimenti di giustizia devono in certe situazioni cedere il passo alle esigenze militari per poi ritornare alle vecchie abitudini di guerra... Uno dei due avversari deve essere eliminato. I sostenitori di questo atteggiamento ostile non vanno preservati, ma liquidati". Il generale Müller dichiarò che, nella guerra contro l'Unione Sovietica, qualsiasi civile sovietico ritenuto d'intralcio per lo sforzo bellico tedesco doveva essere considerato come un "guerrigliero" e fucilato sul posto. Il generale Franz Halder, capo di stato maggiore dell'esercito, dichiarò in una direttiva che in caso di attacchi di guerriglia, le truppe tedesche dovevano imporre delle "misure collettive di forza" massacrando i villaggi.

## Contesto storico
Nel novembre 1935, il laboratorio di guerra psicologica del Ministero della Guerra del Reich presentò uno studio sul modo migliore per indebolire il morale dell'Armata Rossa nel caso di una guerra tedesco-sovietica. Lavorando a stretto contatto con il Partito fascista russo anticomunista con sede ad Harbin, l'unità tedesca per la guerra psicologica creò una serie di opuscoli scritti in russo da distribuire in Unione Sovietica: la gran parte degli argomenti sfruttò l'antisemitismo russo, con un opuscolo che definì i "gentiluomini commissari e funzionari di partito" un gruppo di "ebrei per lo più sporchi" e a conclusione un appello ai "fratelli soldati" dell'Armata Rossa di insorgere e uccidere tutti i "commissari ebrei".
Sebbene questo materiale non fu utilizzato nel 1935, nel 1941 questo materiale fu rispolverato e servì come base non solo per la propaganda nell'Unione Sovietica ma anche per la propaganda all'interno dell'esercito tedesco. Prima dell'Operazione Barbarossa, le truppe tedesche furono esposte a un violento indottrinamento antisemita e antislavo tramite film, radio, conferenze, libri e volantini: le "lezioni" furono tenute principalmente dagli "ufficiali della leadership nazionalsocialista" appositamente formati per lo scopo. La propaganda dell'esercito tedesco rappresentò il nemico sovietico nei termini più disumanizzanti, descrivendo l'Armata Rossa come una forza di Untermenschen slavi e di selvaggi "asiatici" impegnati in "barbari metodi di combattimento asiatici" comandati da malvagi commissari ebrei per cui le truppe tedesche non concedessero pietà. Tipico della propaganda dell'esercito tedesco fu il seguente passaggio di un opuscolo pubblicato nel giugno 1941:
La propaganda dell'esercito tedesco fornì spesso degli estratti nei bollettini riguardanti le missioni per le truppe tedesche in Oriente:
Come risultato di questo tipo di propaganda, la maggior parte degli ufficiali e dei soldati della Wehrmacht Heer considerò la guerra in modo meno strategico e in termini più "nazisti", vedendo nei loro avversari sovietici nient'altro che spazzatura subumana che meritasse di essere calpestata. Un soldato tedesco scrisse in una lettera del 4 agosto 1941 a suo padre che:
Come risultato, la maggior parte dell'esercito tedesco operò con entusiasmo con le SS e la polizia nell'assassinio degli ebrei nell'Unione Sovietica. Lo storico britannico Richard J. Evans scrive che i giovani ufficiali tendevano ad essere nazionalsocialisti particolarmente zelanti, un terzo di loro erano membri effettivi del partito nazista nel 1941, anche perché credevano veramente alla propaganda secondo cui l'Unione Sovietica fosse governata da ebrei e che fosse necessario l'intervento tedesco per distruggere completamente il pensiero "giudeo-bolscevico". Jürgen Förster scrive che la maggioranza degli ufficiali della Wehrmacht credevano sinceramente che la maggior parte dei commissari dell'Armata Rossa fossero ebrei e che il modo migliore per sconfiggere l'Unione Sovietica fosse di uccidere tutti i commissari in modo da privare i soldati russi dei loro comandanti ebrei.

## La posizione della Wehrmacht
L'ordine fu in linea con gli interessi del comando della Wehrmacht, desideroso di garantire le strutture logistiche e le rotte dietro la linea del fronte per le divisioni sul fronte orientale. Il 24 maggio 1941, il feldmaresciallo Walther von Brauchitsch, capo dell'Oberkommando des Heeres (OKH), modificò leggermente i presupposti della "giurisdizione Barbarossa". I suoi ordini furono di sfruttare la giurisdizione solo nei casi in cui la disciplina dell'esercito non ne avrebbe risentito. Contrariamente a quanto si affermava nel dopoguerra, i generali della Wehrmacht come Heinz Guderian, non intendevano attenuare le registrazioni della giurisdizione di un ordine, né violare in alcun modo le intenzioni di Hitler. Il suo ordine fu inteso esclusivamente a prevenire gli eccessi individuali che potessero danneggiare la disciplina all'interno dei ranghi dell'esercito, senza modificare le intenzioni dell'ordine di sterminio.
In base alla linea della politica dura nei confronti dei "sub-umani" slavi e per prevenire qualsiasi tendenza a vedere il nemico come umano, alle truppe tedesche fu ordinato di fare di tutto per maltrattare le donne e i bambini nell'Unione Sovietica. Nell'ottobre 1941, il comandante della 12ª divisione di fanteria inviò una direttiva in cui si affermò che "il trasporto delle informazioni è svolto principalmente da giovani di età compresa tra 11 e 14 anni" e che "poiché il russo ha più paura del manganello che delle armi, la fustigazione è la misura consigliabile per l'interrogatorio".
I nazisti all'inizio della guerra vietarono i rapporti sessuali tra tedeschi e gli stranieri. In conformità a queste nuove leggi razziali; nel novembre 1941, il comandante della 18. Panzer-Division avvertì i suoi soldati di non avere rapporti sessuali con donne russe e ordinò che qualsiasi donna russa trovata nell'atto con un soldato tedesco fosse consegnata alle SS per essere giustiziata immediatamente. Un decreto emanato il 20 febbraio 1942 dichiarò che i rapporti sessuali tra una donna tedesca e un lavoratore o prigioniero di guerra russo avrebbero comportato la pena di morte per quest'ultimo. Durante la guerra, centinaia di uomini polacchi e russi furono giudicati colpevoli di "contaminazione razziale" per i loro rapporti avuti con le donne tedesche e furono giustiziati. Queste direttive si applicarono solo al sesso consensuale; il punto di vista della Wehrmacht nei confronti dello stupro fu molto più tollerante.